# Retaxo
Retaxo ist ein Ort und eine ehemalige Gemeinde (Freguesia) im portugiesischen Kreis Castelo Branco. In ihr lebten 842 Einwohner (Stand 30. Juni 2011).
Am 29. September 2013 wurden die Gemeinden Retaxo und Cebolais de Cima zur neuen Gemeinde União das Freguesias de Cebolais de Cima e Retaxo zusammengeschlossen.